# Andrija Jambrešić
Andrija Jambrešić, magyarosan: Jambressich András (Zágráb, 1706. szeptember 20. – Pozsega, 1758. május 13.) horvát bölcseleti doktor, Jézus-társasági áldozópap és tanár.

## Élete
1725-ben lépett a rendbe; egyházjogot tanított Zágrábban és 1749-től 1751-ig a Nagyszombati Egyetemen. Élete végén a rendház feje volt Pozsegán.

## Munkái
- Syllabus vocabulorum grammaticae in Illyricam translatus cum appendice generum, declinationum Emanuelis Alvari. Zagrabiae, 1726. (2. kiadás. Uo. 1735.)
- Manductio ad Croaticam orthographiam. Uo. 1732.
- Index vocum Croaticarum et Germanicarum cum brevi introductione ad linguam Croaticam. Uo. 1738. (Horvát és német címmel és szöveggel. Későbbi kiadások. Uo. 1735., Buda, 1815. és 1821.)
- Lexicon Latinum, interpretatione illyrica, germanica et hungaroca locuples inusum potissimum studiosae juventutis digestum. Uo. 1742.
- Divus Ivo, oratio panegyrica, ... oratore Zobothin László de Mura-Szombat. Tyrnaviae, 1750.
- Municipale Croatiae jus, commentario illustratum. Zagrabiae.